# Steinerschool Lier
De Steinerschool Lier is een Steinerschool, volgens het methodeonderwijs binnen het Onderwijs in Vlaanderen.

## Geschiedenis
De Steinerschool begon in 1974 met een klasje in een herenhuis aan de Kolveniersvest in Lier-centrum. In 1977 verhuisde de school naar een boerderij met boomgaard in de Mallekotstraat, aan de buitenrand van de stad. Hier kreeg de school haar naam, “de Sterrendaalders”, naar het gelijknamige sprookje van de Gebroeders Grimm. De naam zou later vooral de kleuter- en lagere school aanduiden. Vanaf 1984 werd de lagere school officieel gesubsidieerd en in 1985 werd begonnen met de bovenbouw op secundair niveau, waar in 1993 de eerste scholieren afstudeerden. Op en naast de schoolsite werden diverse gebouwen opgetrokken of aangepast, en in 1999 werd de oorspronkelijke boerderij verlaten.
De school ligt strikt genomen “zonevreemd” in de Bedrijvenzone Bollaar-Mallekot, waarvoor het stadsbestuur in 2022 een ruimtelijk uitvoeringsplan voor inspraak voorlegde. Maar het gaat om een historisch gegroeide situatie, en dankzij wijzigingen in de Vlaamse Codex voor Ruimtelijke Ordening (VCRO) werd een uitbreiding toch mogelijk.:p. 4
In april 2015 organiseerde de school het zesdaagse congres van Connect Conference, waar 300 leerlingen uit 20 landen workshops volgden en ervaringen uitwisselden rond levenskeuzes.
In 2019 ontwikkelde de school met medewerking van de leerlingen een verticale tuinmuur waarmee afvalwater wordt gezuiverd, volgens het principe van het rietveld.

## Galerij

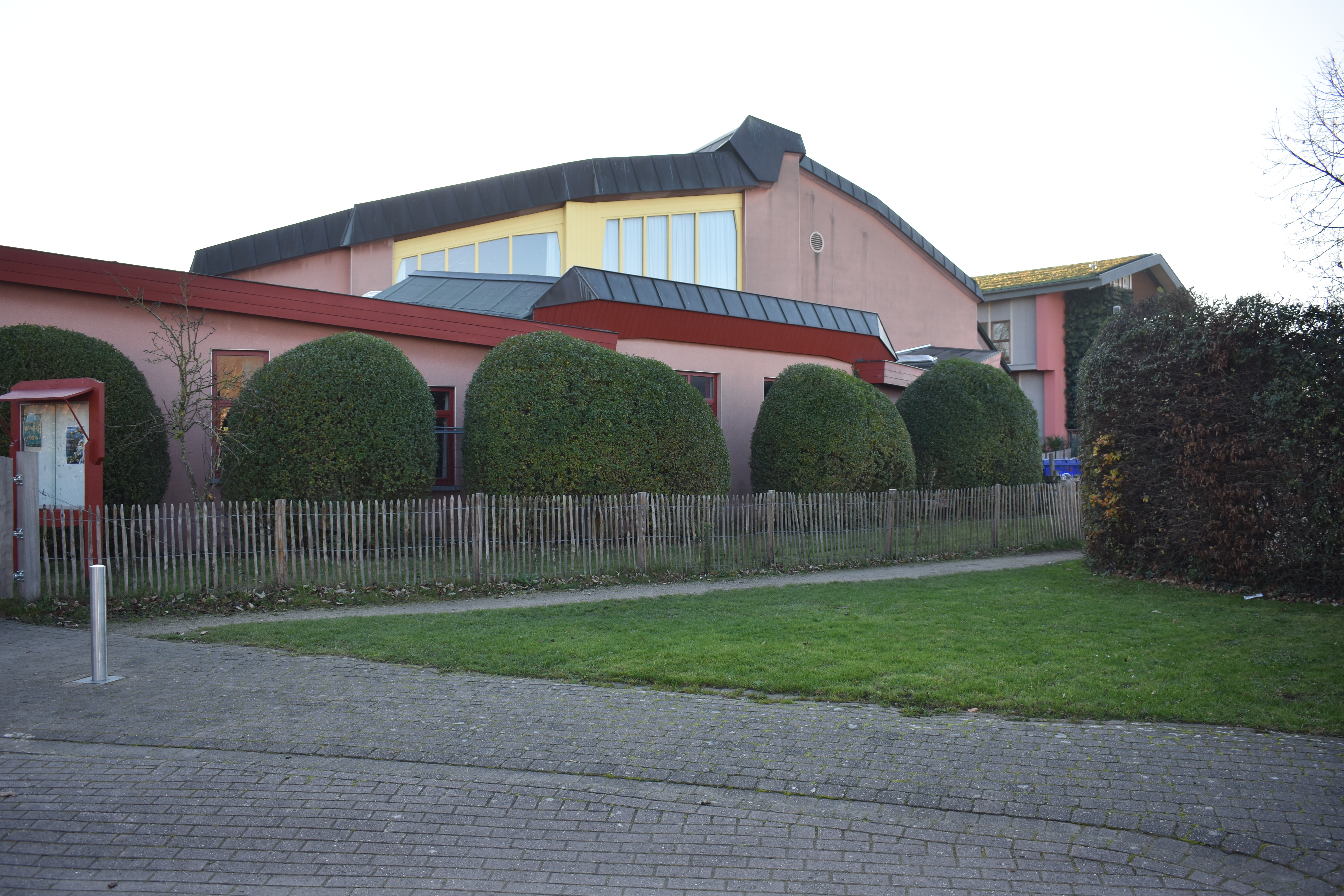
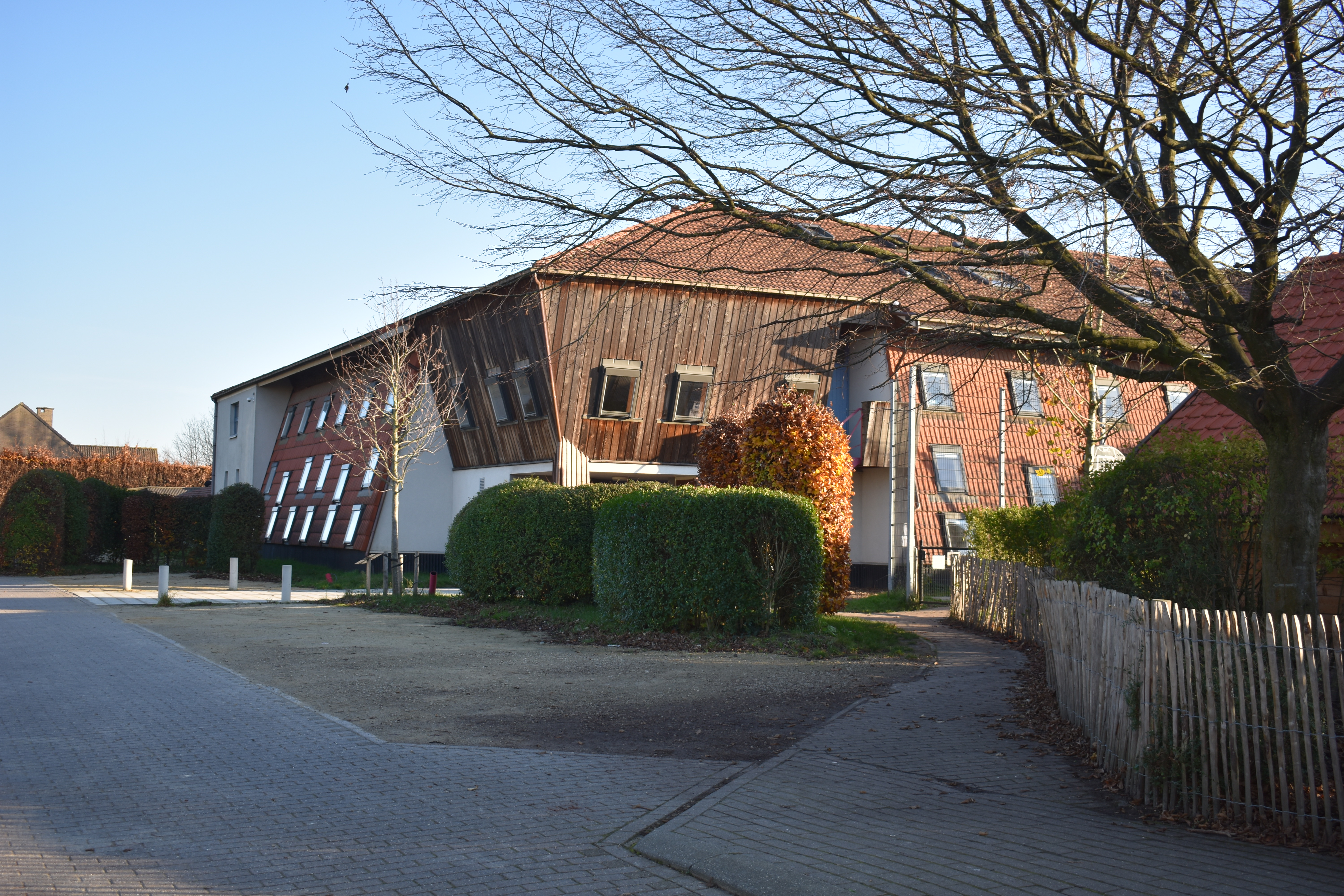
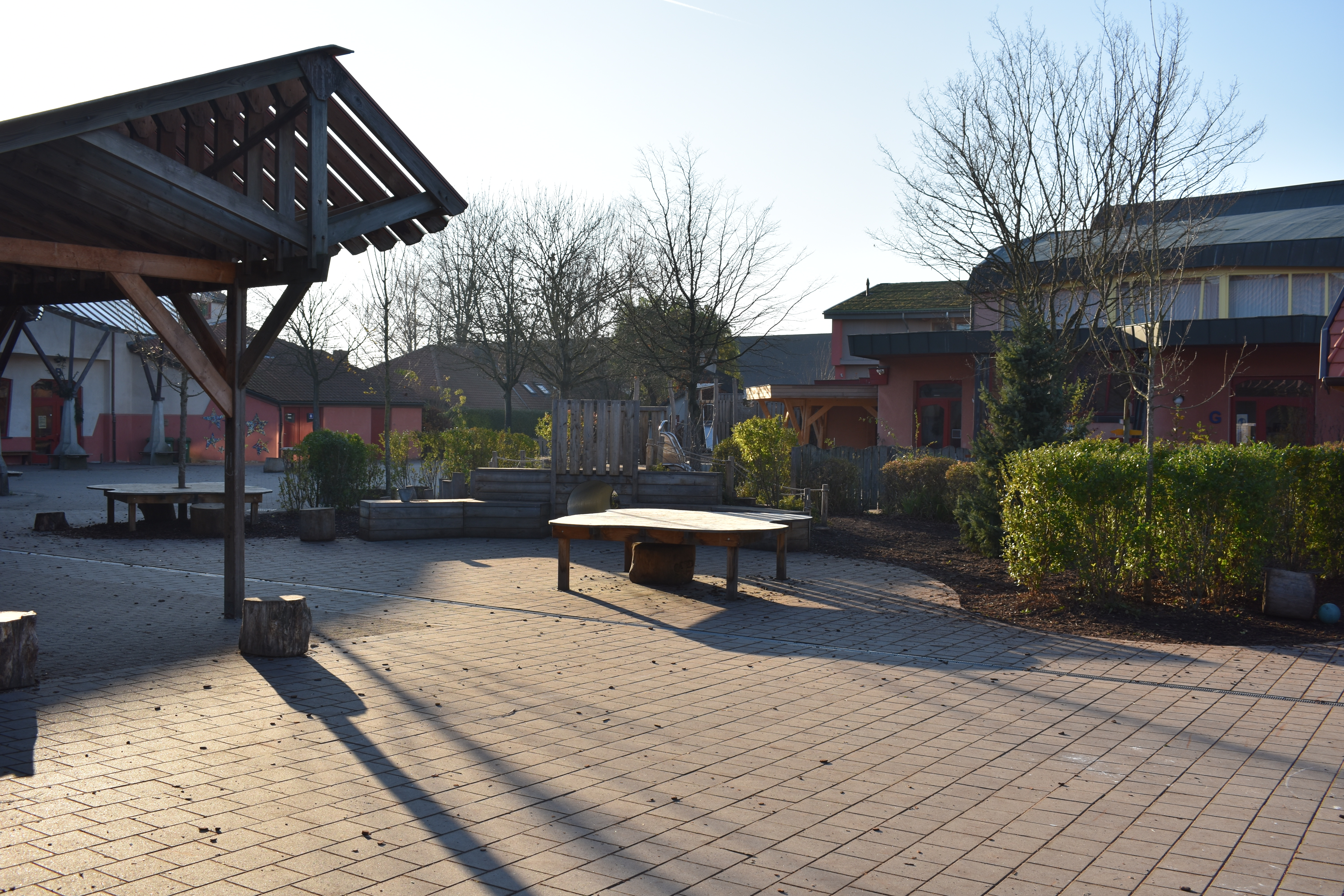

## Onderdelen
- basisschool
  - kleuterhuis
  - lagere school
- middelbare school 
  - middenbouw a-stroom en b-stroom
  - bovenbouw ASO en BSO